# Обратный затвор (электроника)
Обратный затвор — в электронике и физике полупроводников сильно легированная подложка, являющаяся хорошим проводником и используемая в составе полевого транзистора или иной гетероструктуры.
Как и обычный затвор, служит для управления концентрацией носителей в полупроводниковых структурах с двумерным электронным газом или двумерным дырочным газом.
Используется в тех случаях когда трудно сделать обычный затвор. Если подложка достаточно тонкая и поле не экранируется в непроводящем материале, то поле проникает до электронного газа. В этом случае можно обойтись без легирования и использовать металлическую пластину, которая также будет называться обратным затвором. Фактически, если поле не экранируется, то концентрация дырочно-электронного газа (который можно считать второй обкладкой конденсатора) зависит только от ёмкости системы.
В МДП-транзисторах четвёртый электрод имеет название «подложка». Следует различать дискретные МДП-транзисторы, в которых электрод подложки (в этом случае он обозначен «bulk») работает наравне с другими электродами (то есть жестко индивидуализирован), и интегральные схемы на МДП-транзисторах в которых электрод подложки («substrate») является общим для всех МДП- транзисторов одного типа. Правда в случае технологии кремний на сапфире, электроды подложки также индивидуализированы для каждого интегрального МДП- транзистора.
Влияние электрода подложки на ВАХ МДП-транзисторов широко исследовалось в конце 70-х годов прошлого века.